# Bjorg Austrheim-Smith
Pour les articles homonymes, voir Austrheim et Smith.
Bjorg Austrheim-Smith est une athlète américaine née en 1943. Spécialiste de l'ultra-trail, elle a notamment remporté l'American River 50 Mile Endurance Run en 1981 et 1982 ainsi que la Western States 100-Mile Endurance Run en 1981, 1982 et 1983.

## Résultats
| no  | féminin           | Course             | Longueur | Départ       | Temps            |
| --- | ----------------- | ------------------ | -------- | ------------ | ---------------- |
| 42e | Médaille d'argent | American River 50  | 50 mi    | 5 avril 1980 | 8 h 37 min 34 s  |
| 19e | Médaille d'argent | Western States 100 | 100 mi   | 28 juin 1980 | 22 h 15 min 55 s |
| 34e | Médaille d'or     | American River 50  | 50 mi    | 4 avril 1981 | 7 h 21 min 02 s  |
| 8e  | Médaille d'or     | Western States 100 | 100 mi   | 27 juin 1981 | 18 h 46 min 00 s |
| 25e | Médaille d'or     | American River 50  | 50 mi    | 3 avril 1982 | 7 h 30 min 57 s  |
| 7e  | Médaille d'or     | Western States 100 | 100 mi   | 26 juin 1982 | 18 h 23 min 00 s |
| 56e | Médaille d'argent | American River 50  | 50 mi    | 2 avril 1983 | 7 h 35 min 59 s  |
| 13e | Médaille d'or     | Western States 100 | 100 mi   | 25 juin 1983 | 19 h 11 min 00 s |
| 29e | Médaille d'argent | Western States 100 | 100 mi   | 23 juin 1984 | 20 h 23 min 00 s |
| 39e | Médaille d'argent | American River 50  | 50 mi    | 2 avril 1988 | 8 h 13 min 51 s  |